# Brąszewice (gmina)
Brąszewice (do 1953 gmina Godynice) – gmina wiejska w województwie łódzkim, w powiecie sieradzkim. W latach 1975–1998 gmina położona była w województwie sieradzkim.
Siedziba gminy to Brąszewice.
Według danych z 30 czerwca 2004 gminę zamieszkiwało 4477 osób.

## Struktura powierzchni
Według danych z roku 2002 gmina Brąszewice ma obszar 106,33 km², w tym:
- użytki rolne: 62%
- użytki leśne: 35%

Gmina stanowi 7,13% powierzchni powiatu.

## Rezerwaty przyrody
Na terenie gminy znajduje się rezerwat przyrody Jaźwiny chroniący bór wilgotny z udziałem świerka i jodły naturalnego pochodzenia.

## Demografia

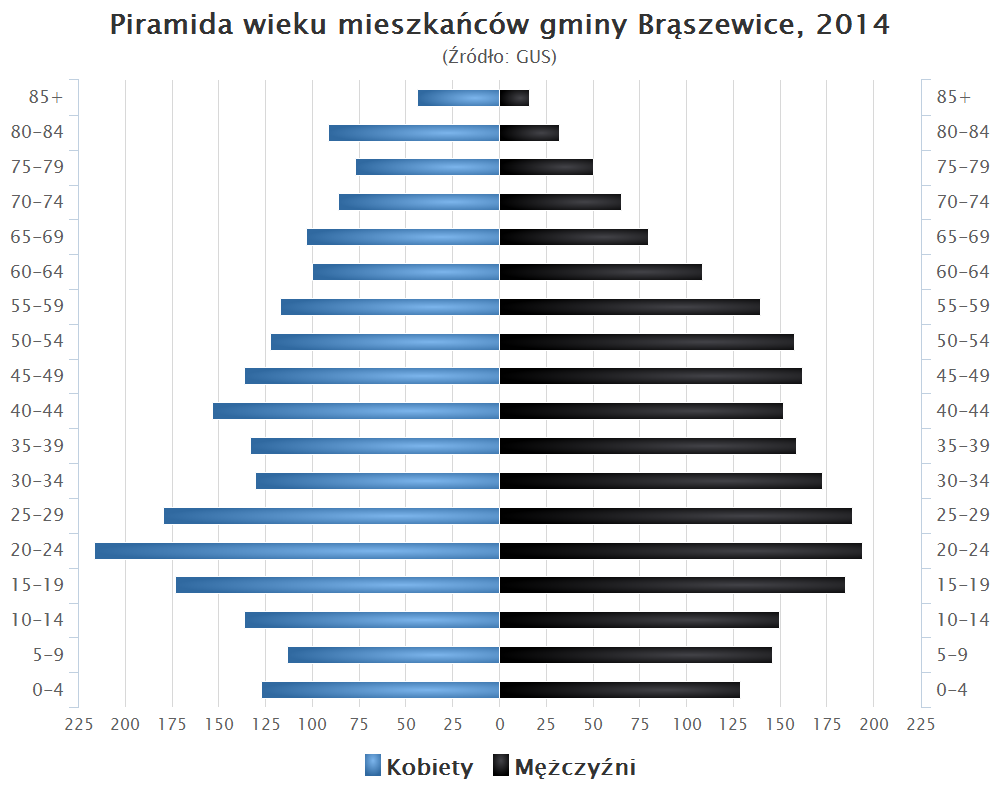
Piramida wieku mieszkańców gminy Brąszewice w 2014 roku

Dane z 30 czerwca 2004:
| Opis                              | Ogółem | Ogółem | Kobiety | Kobiety | Mężczyźni | Mężczyźni |
| --------------------------------- | ------ | ------ | ------- | ------- | --------- | --------- |
| jednostka                         | osób   | %      | osób    | %       | osób      | %         |
| populacja                         | 4477   | 100    | 2245    | 50,1    | 2232      | 49,9      |
| gęstość zaludnienia (mieszk./km²) | 42,1   | 42,1   | 21,1    | 21,1    | 21        | 21        |

## Miejscowości

### Sołectwa
Błota, Brąszewice (sołectwa: Brąszewice I i Brąszewice II), Bukowiec, Chajew, Chajew-Kolonia, Czartoryja, Gałki, Godynice, Kamieniki, Kosatka, Przedłęcze, Sokolenie, Starce, Szczesie, Trzcinka, Wiertelaki, Wojtyszki, Wólka Klonowska, Zadębieniec.

### Pozostałe miejscowości
Błota (osada), Budy, Bugaj, Bukowskie, Ciągnisze, Ciołki, Ciupki, Gałki (osada), Grabostaw, Karsznie, Kosatka (osada), Kurek (wieś), Kurek (osada), Kurpie, Lipka, Lipka (osada), Lisy, Łyszczarze, Narty, Orły, Pasie, Pędziwiatry, Pipie, Pluty, Podawacz, Pokrzywniaki, Przerycie, Salamony, Sowizdrzały, Szymaszki, Tomczyki, Wiry, Zagóra, Zagórcze, Złote, Zwierzyniec, Żarnów, Żuraw.

## Sąsiednie gminy
Błaszki, Brzeziny, Brzeźnio, Czajków, Klonowa, Wróblew, Złoczew